# Horst Bittner
Horst Bittner (* 14. Juni 1927 in Taucha bei Leipzig; † 16. April 2013 in Berlin) war ein deutscher Politiker (SED) und Diplomat. Er war von 1965 bis 1974 Botschafter der DDR in der Sowjetunion.

## Leben
Bittner, Sohn eines Arbeiters, erlernte nach dem Besuch der Volksschule den Beruf des Offsetdruckers. Nach Kriegsende und der Ablösung der amerikanischen durch sowjetische Besatzungstruppen im Juli 1945 engagierte sich Bittner in der Antifa-Jugend seiner Heimatregion. 1946 trat er der SED bei. Bittner absolvierte die Arbeiter-und-Bauern-Fakultät in Leipzig und studierte später an der Universität Leipzig Wirtschaftswissenschaften. 1949 schloss er sein Studium als Diplomvolkswirt ab.
Von 1949 bis 1957 war er Mitarbeiter und später Leiter der Abteilung UdSSR im Ministerium für Außen- und Innerdeutschen Handel. 1954 leitete Bittner als Direktor die DDR-Industrieausstellung in Moskau. 1957 trat Bittner in den diplomatischen Dienst ein und war bis 1963 Handelsattaché und stellvertretender Leiter der Handelsvertretung der DDR in Moskau. Von 1964 bis 1965 war er stellvertretender Minister für Außen- und Innerdeutschen Handel der DDR. Anschließend war er von August 1965 bis März 1974 Botschafter der DDR in Moskau. Von 1974 bis 1984 war Bittner Direktionsbereichsleiter im Ministerium für Auswärtige Angelegenheiten der DDR und schließlich von 1984 bis 1990 Handelsrat an der DDR-Botschaft in Prag.
Von 1971 bis 1976 war Bittner Kandidat des ZK der SED. Bittner starb im Alter von 85 Jahren und wurde auf dem Evangelischen Friedhof Georgen-Parochial II in Berlin bestattet.

## Auszeichnungen
- Vaterländischer Verdienstorden in Bronze (1965) und in Silber (1970)
- Orden der Völkerfreundschaft der UdSSR (1974)[3]
- Ehrentitel Verdienter Mitarbeiter des Handels der Deutschen Demokratischen Republik (1987)[4]